# Notte bianca (film 2011)
Notte bianca (Nuit blanche) è un film del 2011, diretto da Frédéric Jardin.
Serratissima narrazione di una notte avventurosa di un poliziotto parigino che avendo sottratto della droga alla malavita, deve restituire il maltolto se vuole riavere il figlio preso in ostaggio. Il tutto evitando di essere catturato da poliziotti "veri" e corrotti nel caos di una megadiscoteca stracolma di gente.

## Trama
Parigi. Un poliziotto sottrae un enorme quantitativo di droga ad una banda di malavitosi corsi. Nel colpo rimane ferito al costato ma il giorno seguente, anziché medicarsi o riposarsi si informa su chi sta indagando sull'accaduto: il temuto Lacombe.
I malviventi in qualche modo risalgono a lui e per riavere la droga gli rapiscono il giovane figlio Thomas che dopo la separazione con la moglie, vive con lui, in costante conflitto. Per riavere il ragazzo deve consegnare in una discoteca fuori città, gestita dal boss Marciano, la borsa con la roba. Recatosi nella discoteca, occulta la borsa nel bagno degli uomini e poi porta un sacchetto di stupefacenti con sé per trattare con i malviventi. Nel frattempo arrivano sia i turchi interessati alla droga sia Lacombe e l'agente Vignali, sulle tracce della stessa. La Vignali, che risulterà l'unico poliziotto non corrotto della vicenda, scopre il nascondiglio della droga e sposta la borsa dal bagno degli uomini a quello delle donne.
Vincent si trova così da solo a dover affrontare le due bande di malviventi mentre deve ritrovare la droga per liberare il figlio, con i due poliziotti che lo braccano. Nella stessa notte Manuel, un poliziotto inizialmente suo complice, che si è scoperto aver fatto il doppiogioco con Lacombe viene ucciso. Il caos nell'immensa discoteca aumenta di minuto in minuto e Vincent è sempre più provato dai corpo a corpo e dagli inseguimenti che si susseguono, con la ferita al costato che sanguina copiosamente e il cerchio che gli si stringe attorno.
Con sagacia e forza di volontà, l'uomo riesce mirabilmente a liberare il figlio e ad andarsene, mentre la borsa con la droga viene recuperata dai poliziotti che arrestano i turchi e Marciano rimane ucciso.
Vignali, mentre torna alla centrale di polizia ascolta i messaggi sul telefono di Manuel che Vincent le ha messo in tasca uscendo dalla discoteca. Scopre così che il suo capo Lacombe è in realtà il grande manovratore di questo colpo. Lui, nel sedile di dietro della stessa auto, intuisce la cosa e spara sia a lei che all'autista andandosi a schiantare. Salvo per miracolo mette la pistola in mano al malvivente accanto a lui, anch'egli morto, ed esce dall'auto pronto a raccontare la sua versione dei fatti sull'accaduto. Con sua sorpresa però, mentre si sta allontanando scorge la detective Vignali, riversa sull'asfalto, che fa per rialzarsi. È ferita, ma non è morta...
Vincent intanto ha riaccompagnato a casa il figlio e poco dopo, letteralmente distrutto, si è accasciato sul volante. Thomas se ne avvede e senza perdersi di animo si mette alla guida dell'auto per raggiungere il primo pronto soccorso e mettere in salvo il padre eroico, con il quale ora ha stretto un legame indissolubile.

## Distribuzione
Il film è stato proiettato in anteprima al Toronto International Film Festival nel settembre 2011, quindi è uscito nelle sale francesi e belghe il 16 novembre dello stesso anno, per poi essere presentato nel 2012 al Tribeca Film Festival.
In Italia non è stato distribuito.